# Odontoscion
Odontoscion és un gènere de peixos de la família dels esciènids i de l'ordre dels perciformes.

## Morfologia
- Cos curt, oblong i moderadament comprimit.
- Musell cònic.
- Ulls grossos.
- Extrem de la mandíbula inferior amb un nòdul lleuger.
- Boca bastant grossa i d'horitzontal a lleugerament obliqua.
- Mandíbula inferior sortint i amb una filera de dents grans.
- Preopercle de llis a finament serrat.
- Aleta anal de base curta.

## Taxonomia
- Odontoscion dentex (Cuvier, 1830)[3]
- Odontoscion eurymesops (Heller & Snodgrass, 1903)[4]
- Odontoscion xanthops (Gilbert, 1898)[5][6][7][8][9][10][11]